# Aleksandra Vukajlović
Aleksandra Vukajlović (în sârbă Александра Вукајловић n. 7 iunie 1997, în Čačak) este o handbalistă din Serbia care evoluează pe postul de centru pentru clubul românesc CS Minaur Baia Mare și echipa națională a Serbiei.
Vukajlović a evoluat pentru naționala de handbal feminin a Serbiei la Campionatul European din Franța 2018 și la Campionatele Mondiale din Spania 2021 și Danemarca, Norvegia și Suedia 2023.

## Palmares
- Cupa Cupelor:
  - Turul 3: 2016

- Cupa Ungariei:
  -  Finalistă: 2021